# Czyżyce
Czyżyce – wieś na Ukrainie w rejonu stryjskim (do 2020 roku w rejonie żydaczowskim) należącym do obwodu lwowskiego.

## Położenie
Na podstawie Słownika geograficznego Królestwa Polskiego i innych krajów słowiańskich: Czyżyce to wieś w powiecie bóbreckim, 2 mile na południe od Bóbrki, 2 mile na północ od Chodorowa.